# Walther Jentzsch

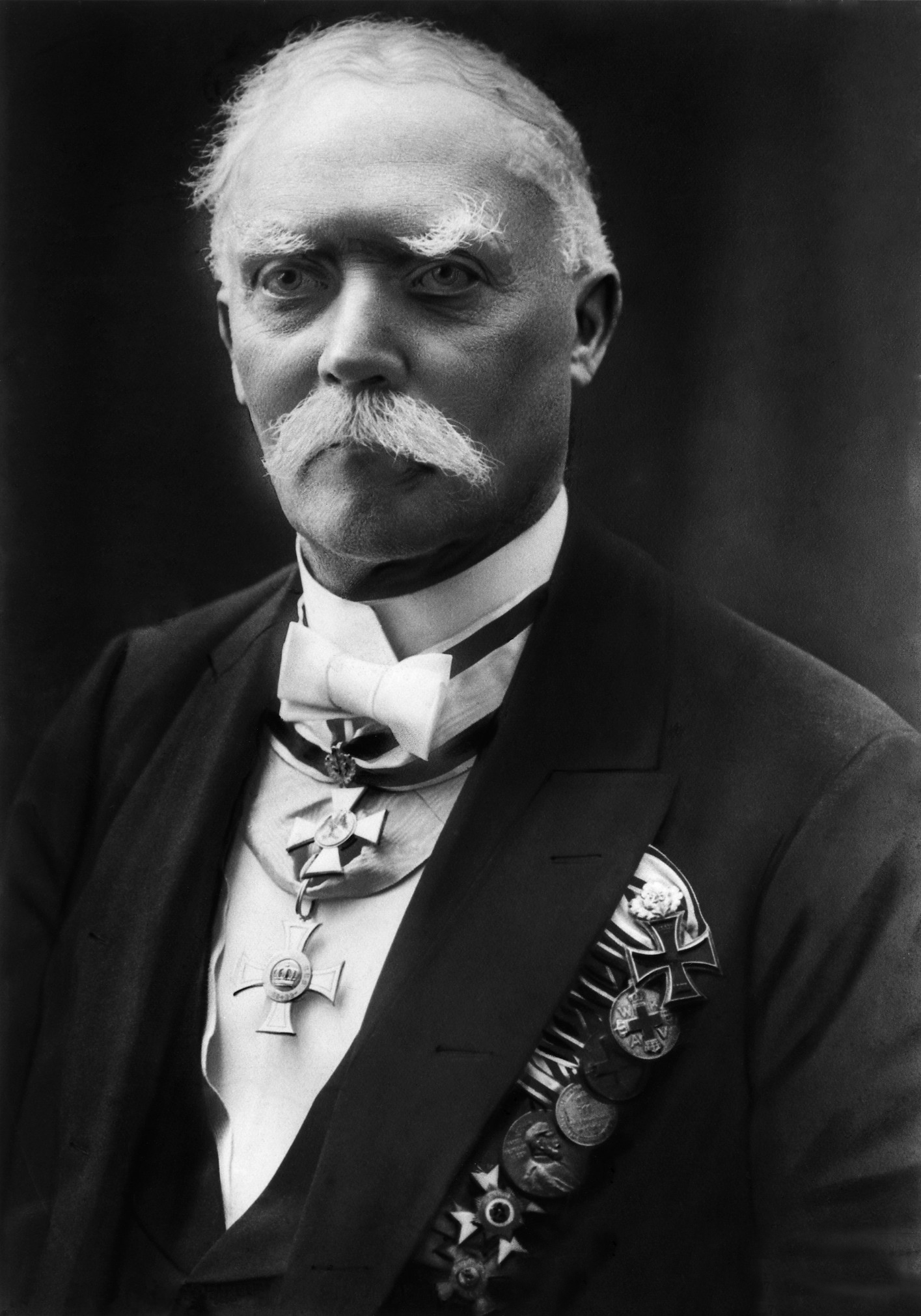
Walther Jentzsch

Walther Jentzsch (* 30. Juni 1833 in Magdeburg; † 18. Februar 1916 in Paderborn) war ein deutscher Verwaltungsjurist.

## Leben
Jentzsch studierte Rechtswissenschaft an der Friedrichs-Universität in Halle und wurde 1854 im Corps Marchia Halle aktiv. Nach den Examen trat er in die innere Verwaltung des  Königreichs Preußen. Er begann seine Laufbahn in seiner Heimatstadt bei der  Regierung in Magdeburg und beim Oberpräsidium der Provinz Sachsen. Danach kam er zur  Regierung in Frankfurt (Oder), zum Oberpräsidium der Provinz Pommern in Stettin und an das preußische Finanzministerium in Berlin. 1871 übernahm er vertretungsweise die Verwaltung des Kreis Lennep und 1872 wurde er als kommissarischer Landrat im Kreis Simmern bestellt. 1875 wurde er kommissarisch, 1876 endgültig Landrat des Kreises Paderborn. Nach 28 Jahren trat er 1903 mit 70 Jahren in den Ruhestand.

## Ehrungen
- Geheimer Regierungsrat[2]
- Ehrenbürger von Paderborn (1899)[1]